# Neil Hamilton Fairley

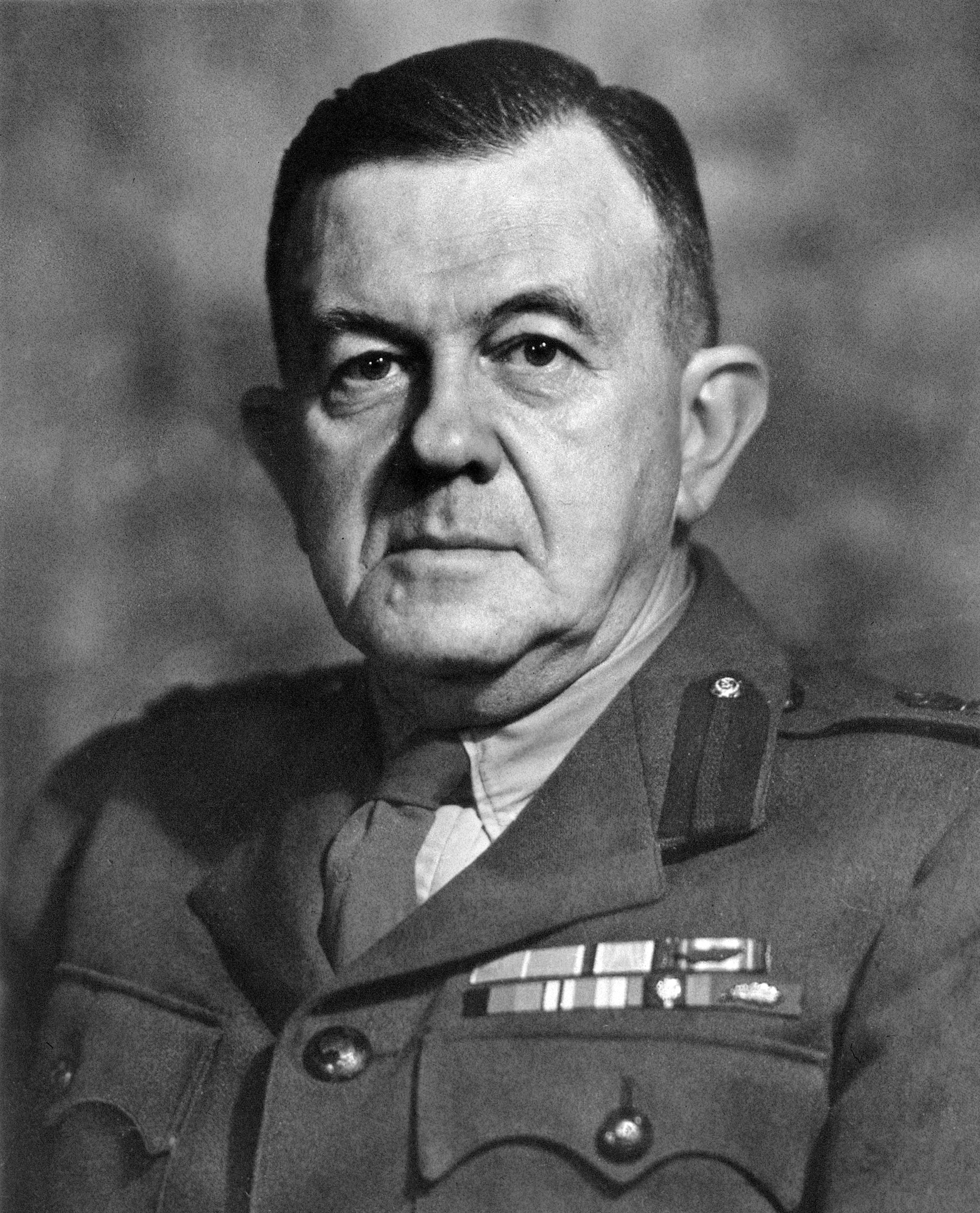
Neil Hamilton Fairley

Sir Neil Hamilton Fairley (* 15. Juli 1891 in Inglewood, Victoria, Australien; † 19. April 1966 in Sonning, Borough of Wokingham, England) war ein australischer Tropenmediziner und Militär. Er hat sich vor allem um die Bekämpfung der Malaria verdient gemacht.

## Leben und Wirken
Fairley schloss sein Studium der Medizin an der Universität Melbourne ab (MB BS 1915, M.D. 1917). Im Ersten Weltkrieg diente er im Australian Army Medical Corps in Ägypten und Palästina. Hier befasste er sich mit Schistosomiasis und erstmals mit Malaria. Er verließ die Armee im Range eines Lieutenant Colonel.
Ab 1920 arbeitete er für das Hall Institute in Melbourne, unterbrochen von einem Forschungsaufenthalt und einer Gastprofessur in Bombay, Indien. Hier behandelte er Patienten mit tropischer Sprue mit eiweißreicher Diät. Ab 1929 hielt er Vorlesungen an der School of Hygiene and Tropical Medicine in London und arbeitete im dortigen Hospital for Tropical Diseases, bevor er ab 1939/1940 wieder in der Australischen Armee diente. Hier befasste er sich vor allem mit der Behandlung und der Chemoprophylaxe der Malaria, zum Beispiel mit Mepacrin und Proguanil. Der Wirksamkeit der Malariaprophylaxe wird eine kriegsentscheidende Bedeutung zugemessen. Fairley verließ 1946 den Militärdienst im Range eines Brigadiers.
1946 erhielt er eine Professur für Tropenmedizin an der University of London, ließ sich aber bereits 1948 aus gesundheitlichen Gründen in den Ruhestand versetzen.
Neil H. Fairley wurde 1947 von Hugh Ward und von Grey Turner für einen Nobelpreis für Physiologie oder Medizin nominiert. Noch fast 60 Jahre nach seinem Tod werden Fairleys Arbeiten regelmäßig zitiert. Laut Datenbank Scopus, die Zitationen überwiegend erst aus der Zeit nach den 1970er Jahren erfasst, hat er (Stand Dezember 2023) einen h-Index von 8.
Fairley war zweimal verheiratet, aus der später aufgelösten ersten Ehe mir Violet May Phillips entstammt ein Sohn, aus der zweiten Ehe mit Mary Greaves entstammen zwei Söhne, darunter Gordon Hamilton Fairley (1930–1975), ein bekannter Onkologe und Opfer eines Bombenanschlags der IRA. Neil H. Fairley starb 1966 in England. Sein Grab befindet sich auf dem St. Andrew’s Churchyard in seinem Sterbeort, Sonning, heute Borough of Wokingham, Berkshire, England.

## Auszeichnungen (Auswahl)
- 1918 Officer des Order of the British Empire (OBE)
- 1941 Mitglied der Royal Society[6]
- 1941 Commander des Order of the British Empire (CBE)
- 1948 Moxon-Medaille des Royal College of Physicians
- 1950 Manson Medal der Royal Society of Tropical Medicine and Hygiene[7]
- 1950 Knight Commander des Order of the British Empire (KBE)
- 1951 Präsident der Royal Society of Tropical Medicine and Hygiene
- 1957 Buchanan Medal der Royal Society[8]
- Ehrendoktorate der University of Adelaide (1949), der Universität Melbourne (1951) und der University of Sydney (1956)
- Das Royal College of Physicians (RCP) und das Royal Australasian College of Physicians (RACP) vergaben seit 1968 eine Neil Hamilton Fairley Medal, zuletzt ist nur noch das RACP vergebende Institution.[9]